# Trichardis katangaensis
Trichardis katangaensis là một loài ruồi trong họ Asilidae. Trichardis katangaensis được Oldroyd miêu tả năm 1970. Loài này phân bố ở vùng nhiệt đới châu Phi.